# Mjölby tingsrätt
Mjölby tingsrätt var en tingsrätt i Östergötlands län. Mjölby tingsrätts domsaga omfattade Mjölby, Ödeshögs och Boxholms kommuner. Tingsrätten och dess domsaga ingick i domkretsen för Göta hovrätt. Tingsrätten hade kansli i Mjölby. År 2002 uppgick tingsrätten och domsagan i Linköpings tingsrätt och domsaga.

## Administrativ historik
Vid tingsrättsreformen 1971 bildades denna tingsrätt i Mjölby av häradsrätten för Folkungabygdens tingslag som var placerad där. Namnet var till 1975 Folkungabygdens tingsrätt. Domkretsen bildades av Folkungabygdens tingslag. Från 1971 ingick områdena för Mjölby kommun, Ödeshögs kommun och Boxholms kommun.
Tingsrätten och domsagan uppgick 28 februari 2002 i Linköpings tingsrätt och domsaga.

## Lagmän
- 1971–1974: Tage Silfverskiöld
- 1976–1986: Torgny Ahlgren
- 1987–1998: Brita Swan
- 1999–2002: Claes Rundgren